# Tacarigua (Wenezuela)
Tacarigua – miasto w Wenezueli, w stanie Carabobo, w gminie Carlos Arvelo.
Według danych szacunkowych na rok 2015 liczy 63 600 mieszkańców.